# أولاد عزوز (إقليم خريبكة)
أولاد عزوز هي قرية مغربية غرب المملكة. تنتمي أولاد عزوز لإقليم خريبكة. تضم هذه الجماعة القروية 9.434 نسمة (إحصاء 2004).